# آنتیپاس، کوتاباتو
آنتیپاس، کوتاباتو (به لاتین: Antipas, Cotabato) یک منطقهٔ مسکونی در فیلیپین است که در کوتاباتو واقع شده‌است.

## خصوصیات
آنتیپاس   ۳۲۰ متر بالاتر از سطح دریا واقع شده‌است.